# Józef Banaszak
Józef Banaszak (ur. 19 marca 1947 w Lednogórze) – prof. dr hab., zoolog, ekolog, znawca europejskich pszczół, autor (współautor i redaktor) ponad 350 publikacji, w tym 40 książek.

## Życiorys
W 1989 związał się zawodowo z Wyższą Szkołą Pedagogiczną w Bydgoszczy, gdzie otrzymał tytuł profesorski, a w latach 1996–1999 pełnił funkcję rektora. Podjął wówczas starania o przekształcenie uczelni w akademię, a w dalszej perspektywie uniwersytet, przyczynił się także do uruchomienia Muzeum Dyplomacji i Uchodźstwa Polskiego. Dyrektor Instytutu Biologii Środowiska Uniwersytetu Kazimierza Wielkiego w Bydgoszczy. Redaktor naczelny Polskiego Pisma Entomologicznego (od 2005). Członek Honorowy Polskiego Towarzystwa Entomologicznego. W 2014 r. otrzymał Nagrodę Literacką im. Klemensa Janickiego za zasługi dla kultury polskiej oraz Nagrodę im. Witolda Hulewicza, przyznawaną przez Zarząd Warszawski Związku Literatów Polskich, za dwa tomy swoich dzienników (Wybrałem Bydgoszcz : dzienniki 1989-2009 oraz Pochwała codzienności : dzienniki 2009-2013). W kolejnych latach ogłosił kolejne tomy dzienników, w tym jeden, dotyczący okresu poznańskiego, chronologicznie wcześniejszy (Mój Poznań. Dzienniki 1975–1988, Poznań 2017; Dni zwykłe, dni niezwykłe. Dzienniki 2013–2017, Bydgoszcz 2017; Czas darowany. Dzienniki 2017–2019, Bydgoszcz 2020; Czas podwójnej zarazy. Dzienniki 2019–2021, Bydgoszcz 2022; Niezwykłe zwyczajne życie. Dzienniki 2021–2023, Bydgoszcz 2024). W dniu 18 czerwca 2015 r. prof. Józef Banaszak (z Instytutu Biologii Środowiska) został wyróżniony tytułem „Lidera Pracy Organicznej” oraz statuetką „Honorowego Hipolita” przez Towarzystwo im. Hipolita Cegielskiego za całokształt pracy naukowej i literackiej.

## Wybrane publikacje

### Autor
- Pszczoły i zapylanie roślin (1987)
- Ekologia pszczół (1993)
- Trzmiele Polski (1993)
- Czerwona lista pszczół Polski (1992, 2002)
- Czas nie przeszedł obok. Wspomnienia przyrodnika (2008)
- Pszczoły i las. Pszczoła miodna na tle polodowcowej historii lasów w Polsce (2010)
- Wybrałem Bydgoszcz (2011)
- Pochwała codzienności (2014)

### Redaktor
- Ekologia wysp leśnych (1998)
- Nie tylko Wierzenica. O Auguście Cieszkowskim w dwudziestą rocznicę urodzin (2014)

### Współautor
- Megachilid bees of Europe (1998, 2001)
- Bees of the family Halictidae (excluding Sphecodes) of Poland taxonomy, ecology, bionomics (2000)
- Andreninae of the Central and Eastern Palaearctic Part 1 (2005), Part 2 (2008).
- Podstawy ekologii (1999, 2005).
- Katalog pszczół dziko żyjących Europy Zachodniej (1995)
- Katalog pszczół Polski (trzy kolejne wersje: 1991, 2000, 2004)
- Na skrzydłach myśli … August Cieszkowski i Ziemia Wierzenicka w poezji. (2014)

## Odznaczenia
- Krzyż Oficerski Orderu Odrodzenia Polski (2001)[7],
- Krzyż Kawalerski Orderu Odrodzenia Polski (1996)[8],
- Złoty Krzyż Zasługi (1987),
- Medal Komisji Edukacji Narodowej (1995),
- Złota Odznaka „Za Zasługi dla Ochrony Środowiska i Gospodarki Wodnej”,
- Medal im. Jana Dzierżona (1997).